# 機動戦士ガンダムSEED C.E.73 STARGAZER
『機動戦士ガンダムSEED C.E.73 STARGAZER』（きどうせんしガンダムシード コズミック･イラななじゅうさん スターゲイザー）は、ガンダムシリーズのうち、『機動戦士ガンダムSEED』をはじめとするコズミック・イラを舞台とした設定世界に属するアニメ作品。
『機動戦士ガンダムSEED C.E.73 Δ ASTRAY』と並行展開がされており、相互補完作品となっている。

## 概要
"X" plosion GUNDAM SEEDの企画第1弾として制作され、インターネット配信やイベントでの上映で公開された。第1話は2006年7月14日からバンダイチャンネルで有料配信された。1話15分、全3話。
TVシリーズ『機動戦士ガンダムSEED DESTINY』で描かれたC.E.（コズミック・イラ）73年、ユニウスセブン落下後の地球が舞台である。プロデューサーである池谷浩臣と設定制作の服部正臣はインタビューに際し、もともとは店頭プロモーションビデオとして企画されていたものが配信作品になったと語っている。また、2002年に放送がスタートした『機動戦士ガンダムSEED』から既に年月が経過し、同作から新規流入したファンの年齢層が上がりつつあったことから、より対象年齢を上げた作品内容になったという。
本作はSEED初のOVA作品と宣伝されていたが、後にAFTER-PHASEが映像特典からOVAへと指定変更されたことに伴い、現在は事実上2作目として繰り下げられている。

## 物語
C.E.73年、ブレイク・ザ・ワールド事件によって大気圏を突破したユニウスセブンの破片は、地球の数多くの都市へと降り注ぎ壊滅的な被害を与えた。これに乗じたテロが地球各所で発生し、連合軍が対応に追われる中、D.S.S.Dのセレーネ・マクグリフが中心となって開発した惑星間探査用MS「スターゲイザー」は宇宙へと飛び立った。
同じころ、事件の混乱に乗じて地球連合軍の新型駆動コンピューターの開発基地がMS部隊に襲撃される事件が発生する。ファントムペインのホアキン隊は、スウェン・カル・バヤンのストライクノワール、ミューディー・ホルクロフトのブルデュエル、シャムス・コーザのヴェルデバスターを派遣しこれを鎮圧。さらにテロリスト潜伏の情報から、避難民を問わずコーディネイターの難民キャンプに対し攻撃を加える。ファントムペインは転戦を続け、ベルリンへのデストロイ護送の任務にはホアキン隊がザフトの襲撃に対抗するも、その際にミューディーが命を落とす。その舞台裏では、D.S.S.Dによってスターゲイザーとその推進装置であるヴォワチュール・リュミエールのテストが無事に成功していた。
ロード・ジブリールの逃亡後、窮地に追いやられたファントムペインは戦況の巻き返しを図るべくD.S.S.Dを襲撃し、スターゲイザーに搭載された無人操縦用AIの奪取に乗り出した。シビリアンアストレイD.S.S.Dカスタムによって応戦するD.S.S.Dだが、ストライクノワールやヴェルデバスターには歯が立たず防戦一方となる。そんな中、有人仕様に換装したスターゲイザーが出撃しストライクノワールと交戦。ヴォワチュール・リュミエールの機能も駆使し圧倒する。同じころヴェルデバスターは戦域でのバッテリー切れによって機能停止し、そのままシビリアンアストレイの集中砲火を浴びて撃破された。
スターゲイザーに搭乗していたセレーネはストライクノワールを捕縛すると、D.S.S.Dトロヤステーション基地の人工衛星「アポロンA」の推進ビームによってヴォワチュール・リュミエールに大出力のレーザー推進を行い、そのまま敵機もろとも金星圏まで離脱した。また、アポロンAは推進ビームをファントムペインの母艦ナナバルクに発射し、これを撃沈した。加速によって意識を失っていたスウェンとセレーネは金星圏で目覚め、帰還のためスターゲイザーに同乗し地球圏を目指す。機体内酸素を節約するためにコールドスリープとなったスウェンは、その中で自身の幼少期や戦友たちの走馬灯を見るのだった。

## 登場人物

### D.S.S.D
セレーネ・マクグリフ（Selene McGriff）
声 - 大原さやか
本作の主人公。D.S.S.D技術開発センター所属の女性技術者で「スターゲイザー計画」の中心人物の1人。28歳のコーディネイター。1度決めた目標は最後までやり通さなければ気が済まない性格で、そのためならばいかなる努力も惜しまない。だが、言い換えれば、目的のために手段を選ばない側面を持ち、たとえ上司に対しても我を押し通す強気な性格。コーディネイターとナチュラルの争いには無関心である。
ファントムペインの襲撃を受けた際は、ソルと共にスターゲイザーで自ら出撃する。スウェンのストライクノワールとの一騎討ちの末、機体を敵に組み付かせアポロンAのプロパルションビームで地球と金星の狭間まで弾き飛ばされてしまう。その後、スウェンと共にスターゲイザーで地球圏への帰途に就いた。コックピット内の酸素が保つのは27日間（648時間）に対して発見時は669時間経過しており、アニメでは生死は曖昧のまま物語は幕を閉じる。
漫画版で追加されたエピローグでは、スウェンとソルとレイエスらの4人でエドモンドの墓参りに行くシーンがあり、生存が確認できる。その際、スウェンをD.S.S.Dのテストパイロットに誘うが、多くのコーディネイターの命を奪った罪悪感から、自分には夢を追う資格がないと断るスウェンを、これからは自分が本当にしたい事に正直に従って生きる責任があると一喝し勧誘に成功、D.S.S.Dを再編する決意をし再び夢を追い始めた。
ソル・リューネ・ランジュ（Sol Ryuune L'ange）
声 - 福山潤
スターゲイザーのパイロットを務める第1世代コーディネイターの少年。16歳。両親を第1次連合・プラント大戦で失い、母方の叔父であるエドモンドに引き取られる。セレーネのことも実の姉のように慕っている。物心ついた時からD.S.S.D育ちであるものの、ナチュラルとコーディネイターの確執については色々と苦悩している。
ファントムペインの襲撃を受けた際は、セレーネと共にスターゲイザーで出撃する。出撃の際、スターゲイザーは胸部ユニットを有人コクピットブロックに換装し、操縦席にはパイロットであるソル、オペレータ席にはセレーネが搭乗し実戦運用された。
非戦闘用MSながらその圧倒的な機動力で敵のスローターダガー部隊を翻弄し、数機の105スローターダガーを撃墜した後にストライクノワールとの一騎討ちとなる。その一騎討ちの最中に、セレーネによって座席ごと強制射出される。その後アポロンAに自力で到着し、アポロンAを指揮してナナバルクを撃沈した。
スターゲイザーは当初「401（ヨンマルイチ）」と呼ばれていたが、ソル・リューネ・ランジュにより「星を見る者」の意で「STARGAZER（スターゲイザー）」と命名された。
エドモンド・デュクロ（Edmond Duclos）
声 - 中田譲治
D.S.S.D技術開発センター保安副部長。37歳のナチュラル。かつては「伝説の鬼車長」の異名を持つ地球連合陸軍の戦車小隊指揮官として勇猛を馳せていた。第二次ヤキン・ドゥーエ攻防戦終結と同時に退役（退役時の階級は少佐）し、D.S.S.Dに天下り就職した。戦時中、共にD.S.S.Dの技術者であった姉夫婦が事故死し、残された1人息子であるソルを引き取り育てた。
少年少女のテロリスト達の操縦するジンによる襲撃の際、リニアガン・タンクに搭乗して迎撃する。撃破に成功するものの自身も直撃を受け、セレーネ達が乗ったシャトルを見届けて事切れた（フォルタレザMSテロ事件）。

### ファントムペイン
スウェン・カル・バヤン（Sven Cal Bayang）
声 - 小野大輔、早水リサ（幼少期）
本作のもう1人の主人公。秘密結社ロゴス直属の戦闘部隊ファントムペイン特殊戦MS小隊に所属する中尉。20歳のナチュラル。アクタイオン・プロジェクトにて再生産されたストライク（I.W.S.P.実装型）のパイロットを務め、その改修機であるストライクノワールに搭乗した。かつては天体観測を好む普通の少年だったが、父（声-小西克幸）と母を事故（一部書籍ではブルーコスモスが起こしたテロ）で失って以降はブルーコスモス運営の養護施設において、コーディネイター殲滅を目的とした特殊な英才教育を受け、特殊戦用MSのパイロットとなった。そして、自分と同じくコーディネイター殲滅の教育を受けたミューディー、シャムスの2名と特殊戦MS小隊を構成する。キルギス基地がザフトに襲撃された際には3名で現場に出撃し、ジン・バクゥ・ガズウートなど数機のモビルスーツを難なく撃破した（キルギスプラント襲撃事件）。
電極によるバイオフィードバックを用いた洗脳教育や、ある程度の投薬こそ受けているが、世代的にはより強力な薬物投与や強化手術を施されたブーステッドマンやエクステンデッドより以前に養成された兵士であり、投薬の禁断症状や情緒不安定性がない分、基本的にその身体は普通のナチュラルとほとんど差は無い。しかし、特殊訓練で培ったその実力はナチュラルの一般兵はもちろんのこと、ザフトの一般的なコーディネイターパイロットすら軽く凌ぐ高い戦闘能力を誇り、特殊部隊内でも抜きん出て高く、過去に同僚2人を相手にした模擬戦では僅か5分で彼らを沈黙させた実績を持つ。
性格は感情が無いに等しいほど寡黙でクールであり、命令とあらばどんな非人道的な任務でも淡々とこなす。しかし、これは過酷な訓練や洗脳に近い教育によって本来の感情が押し殺されているためで、たとえ相手がコーディネイターであっても非戦闘員への一方的な虐殺を命じられた際は一瞬だけ恭順な返事を躊躇し、ミューディーとシャムス達の死に直面した際は憤慨や動揺の表情を見せており、決して感情そのものが失われているわけでは無い。また、ミューディーやシャムスに対する仲間意識もあったようで、彼の記憶の回想の中には、陽気な笑顔を浮かべる2人の姿があった。
トロヤステーション襲撃時はスターゲイザーと一進一退の戦闘を繰り広げるが、ソルの機体からの脱出に気を取られた隙にスターゲイザーに組み付かれ、ヴォワチュール・リュミエールによる超長距離移動に巻き込まれた。この移動によって共に地球から金星の狭間を漂う事態に陥る。母の面影を持つセレーネと触れ合う間は感情を表に出す場面も見られ、2人で共に半コールドスリープ状態となり地球圏へと帰還した。コックピット内の酸素が保つのは27日間（648時間）に対して発見時は669時間経過しており、アニメでは生死は曖昧のまま物語は幕を閉じる。
漫画版で追加されたエピローグでは、セレーネとソルとレイエスらの4人でエドモンドの墓参りに行くシーンがあり生存が確認できる。その際にセレーネからD.S.S.Dのテストパイロットに誘われるが、多くのコーディネイターの命を奪った罪悪感から、自分には夢を追う資格がないと断った。しかし、これからは自分が本当にしたい事に正直に従って生きる責任があるとセレーネに諭され、D.S.S.Dに協力を決意、子供の頃に描いた夢を再び追い始めた。
『機動戦士ガンダムSEED C.E.73 Δ ASTRAY』では、アグニス達マーシャンと数度戦闘を行った事があることが分かった。オーブ軍が地球連合軍と同盟を結んだ際には、オーブ軍スローターダガー部隊の指揮を執っていた。
ミューディー・ホルクロフト（Mudie Holcroft）
声 - 佐藤利奈
ファントムペイン特殊戦MS小隊に所属する少尉。18歳のナチュラル。スウェン同様、ブルーコスモス運営の養護施設出身の孤児。MS戦では特に近接戦闘を得意とし、白兵戦型MSデュエル、その改修機であるブルデュエルに搭乗した。
派手なメイクをしており、極端に露出が多い改造軍服を着用していた。先生と呼ぶ人物から「良いコーディネイターは死んだコーディネイターだけ」と教えられている。スウェン同様特別な強化は施されていないが、精鋭揃いのファントムペインに相応しい実力を持つ。
ロシア地方におけるボナパルト防衛任務において、バクゥとケルベロスバクゥハウンドに立て続けに機体の片手足を切断され転倒し、そのまま機体に群がったバクゥハウンドのビームファングにコクピットを滅多刺しにされ、嗚咽と絶叫にまみれ死亡した。
漫画版ではスウェンに恋愛感情を抱いており、夜に彼の部屋を訪れたり、死に際にはスウェンの名を叫んでいた。
『Δ ASTRAY』では、アグニス達マーシャンと戦闘を行った。
シャムス・コーザ（Shams Couza）
声 - 神谷浩史 → 宮野真守（第3話）
ファントムペイン特殊戦MS小隊に所属する中尉。19歳のナチュラル。スウェン達同様、ブルーコスモス運営の養護施設の出身。バスター、その後に改修機であるヴェルデバスターに搭乗した。
色付き眼鏡が特徴の黒人青年で、常に物事を斜めに捉えた皮肉屋。眼鏡は伊達眼鏡であり、視力自体は良好である。非常に好戦的な性格で、主任務である遠距離戦の他近接戦闘にも秀でたオールラウンドファイター。非エクステンデッドながら非常に高い実力を持つ。コーディネイターを人外のものとして嫌悪しているが、素顔はビリヤードを嗜む陽気な青年である。また、ミューディーが戦死した際は真っ先に駆け寄って感情を露わにし、戦闘終了後は仲間の戦死にも動じないスウェンに食って掛かった。
ミューディーの戦死後は更にコーディネイターへの憎しみを強め、D.S.S.Dトロヤステーション襲撃任務では、怒りの余り機体のバッテリーアラートやオペレーターの制止も聞き入れずひたすら周囲を破壊し尽くした。機体はフェイズシフトダウンを起こし行動を停止し、四方八方からシビリアンアストレイDSSDカスタム部隊の集中砲火を浴び戦死した。死の直前には皮肉めいた笑みを浮かべていた。
漫画版ではミューディーに仲間以上の感情を抱いていた模様で、それゆえか自身が死を迎えることになった際にもコーディネイターへの憎悪は消えず、中指を立てながら散った。
『Δ ASTRAY』では、アグニス達マーシャンと戦闘を行った。
ホアキン（Joaquín）
声 - 中村秀利
スウェンたち特殊戦MS小隊を指揮するファントムペイン中佐。任務遂行のためならば、民間人の犠牲もいとわない冷酷な性格。スターゲイザー奪取任務において、母艦ナナバルクの艦長としてトロヤステーションへと赴くが、アポロンAより照射されたプロパルジョンビームの直撃を受け、艦もろとも消滅した。
『Δ ASTRAY』では、交渉のために単身投降してきたアグニスを捕えて拷問を加えた。

### その他
レイエス（Reyes）
声 - 天田真人
ユニウスセブン落下テロ事件において、南アメリカ合衆国フォルタレザ市の災害救助に派遣された地球連合軍第37戦車隊所属の軍曹。リニアガン・タンクの搭乗員。エドモンドは戦車乗りとしての師であり、彼が現役だった頃は部下として伍長の階級にあった。災害派遣で偶然エドモンドと再会し、共にリニアガン・タンクでジン タイプ インサージェントに立ち向かい、見事撃破するが自身も重傷を負う。漫画版では生存が確認しており、宇宙にいるソルに代わってエドモンドの葬儀の手続きなどを行った。後にエドモンドの甥であるソルと対面、上官の肉親がコーディネイターである事には驚きこそしたものの、特に偏見もなく接する人格者としての面を見せ、セレーネによるスウェンの勧誘にも立ち会った。

## 登場兵器
D.S.S.D（深宇宙探査開発機構）
- GSX-401FW スターゲイザー
- UT-1D シビリアンアストレイDSSDカスタム

地球連合軍 第81独立機動群ファントムペイン
- GAT-X105E+AQM/E-X09S ストライクノワール
- GAT-X1022 ブルデュエル
- GAT-X103AP ヴェルデバスター
- GAT-01A2R 105スローターダガー
- ガーティ・ルー級特殊戦艦「ナナバルク」

ザフト
- TMF/A-802W2 ケルベロスバクゥハウンド

その他
- ZGMF-1017 ジン タイプ インサージェント

## スタッフ
- 企画 - サンライズ
- 原作 - 矢立肇、富野由悠季
- 監督 - 西澤晋
- 脚本 - 森田繁
- キャラクターデザイン - 大貫健一
- メカニックデザイン - 大河原邦男、山根公利、ビークラフト、藤岡建機
- デザインワークス - シンクポート
- 美術監督 - 池田繁美
- 色彩設計 - 柴田亜紀子、安部なぎさ
- 特殊設定 - 森田繁
- 撮影監督 - 田中唯
- 編集 - 野尻由紀子（ウィンズ）
- 音楽 - 大橋恵
- 音響監督 - 藤野貞義
- 音響効果 - 蔭山満（フィズサウンドクリエイション）
- 音楽プロデューサー - 野崎圭一（ビクターエンタテインメント）、佐保歌名世（サンライズ音楽出版）
- プロデューサー - 池谷浩臣（サンライズ）、桑園裕子（バンダイビジュアル）
- 企画プロデューサー - 佐々木新（サンライズ）
- 制作協力 - バンダイホビー事業部、バンダイビジュアル
- 製作 - サンライズ
- テーマ曲 - 「STARGAZER 〜星の扉」 歌 - 根岸さとり（ビクター）

## 映像ソフト
2006年11月24日に3話全てを収録したDVDが発売された。DVDでは新規のエンディング映像が追加され、映像特典としてバンダイ商品を発売していた店頭でのみ上映されたプロモーションアニメ『機動戦士ガンダムSEED ASTRAY -RED FRAME- & -BLUE FRAME-』が収録された。
2009年6月26日にUMD版が、2013年3月22日にはBlu-ray版がそれぞれ発売された。

## コミカライズ
守屋直樹作画でガンダムエース2007年1月号から5月号に連載。
単行本
- ISBN 978-4-04-713931-2

## 関連作品
機動戦士ガンダムSEED C.E.73 Δ ASTRAY
公式外伝ASTRAYシリーズ4作目。スウェンらファントムペインの人物が登場している。
機動戦士ガンダムSEED C.E.73 STARGAZER SPECIAL STAGE
電撃ホビーマガジン2006年12月号に掲載されたエピソード。『Δ ASTRAY』にあるエピソードの裏側を書いた作品。
機動戦士ガンダムSEED C.E.73 STARGAZER PHANTOM PAIN REPORT
電撃ホビーマガジン2007年7月号から9月号まで掲載されたエピソード。ノワールストライカーの開発時期やガードシェルの元になったMA、それに加えアナザートライアルソードストライクEとアナザートライアルランチャーストライクEが登場する。

## ゲームへの出演
- SDガンダム GGENERATION CROSS DRIVE（DS）
- SDガンダム GGENERATION WARS（PS2、Wii）
- SDガンダム GGENERATION WORLD（PSP、Wii）
- SDガンダム GGENERATION OVER WORLD（PSP）
- ガンダムトライエイジ（アーケード）
- 機動戦士ガンダムSEED DESTINY 連合vs.Z.A.F.T.II（アーケード）
- 機動戦士ガンダムSEED DESTINY 連合vs.Z.A.F.T.II PLUS（PS2）
- 機動戦士ガンダム エクストリームバーサス フルブースト（アーケード）
- 機動戦士ガンダムSEED BATTLE DESTINY（PS Vita）
- スーパーロボット大戦K（DS）
- スパロボ学園（DS）